# The Individualist
The Individualist è un album in studio del cantautore e musicista statunitense Todd Rundgren, pubblicato nel 1995 sotto lo pseudonimo TR-i.

## Tracce
1. Tables Will Turn – 8:51
2. If Not Now, When? – 4:42
3. Family Values – 6:42
4. The Ultimate Crime – 4:37
5. Espresso (All Jacked Up) – 5:51
6. The Individualist – 7:30
7. Cast the First Stone – 5:06
8. Beloved Infidel – 4:11
9. Temporary Sanity – 6:24
10. Woman's World – 9:32